# Andreas Schack Steenberg
Andreas Sophus Schack Steenberg (16. december 1854 i Hamborg, Tyskland – 27. november 1929 i Charlottenlund) var en dansk titulær professor, der spillede en stor rolle i oprettelsen af danske folkebiblioteker. Han er begravet på Assistens Kirkegård.
Steenberg blev født i Hamburg som søn af postmester, kammerråd Niels Daniel Schack Steenberg og Magdalene Margrethe Dorthea, født Hemmert. Han blev student 1873 og tog eksamen i statsvidenskab fra Københavns Universitet i 1877 og i 1880 i matematik og flere naturfag fra Polyteknisk Læreanstalt. Som ganske ung adjunkt på Horsens Lærde Skole, hvor han var blevet ansat i 1882, oprettede han i 1885 en lille bogsamling i forbindelse med aftenskolen. Samtidig åbnede han op for offentlig udlån af bøger fra latinskolens bibliotek.
På sine mange rejser til Frankrig, England og især til USA fik han opsamlet en stor viden om bogsamlingsvirksomhed, som førte til udgivelsen af et værk i 1900 om biblioteksfagets mål og midler, Folkebogsamlinger. Deres Historie og Indretning. Det blev til forløberen for folkebiblioteket: Folkebogsamlinger.
I 1899 blev han medlem af Komiteen til Understøttelse af Folkebogsamlinger og i 1909 leder af Statens Bogsamlingskomité, og i sit samarbejde med en anden bibliotekspioner Thomas Døssing fik han udvirket den første lov om folkebiblioteker i 1920.
Hans beundring for amerikaneren Melvil Deweys klassifikationssystem DDC fik ham i 1915 til at skabe den danske udgave: DK eller decimalklassifikation. Han sendte sin datter til USA for at studere biblioteksvidenskab og skabte grundlaget for Statens Biblioteksskole, der senere blev til Danmarks Biblioteksskole. Endelig skabte han også Danmarks Folkebogsamlinger i 1905, som havde til formål at fremme bibliotekssagen i Danmark, dvs. at arbejde for udbredelsen af folkebogsamlinger / folkebiblioteker.
Steenberg blev 20. november 1880 gift med Laura Emilie Steenberg (født 15. april 1848), datter af Schack Evard Steenberg. Som kuriosum kan nævnes, at Steenbergs hustru ifølge folketællingen 1880 sammen med sin familie boede i samme hus som H.O. Lange, der senere i meget blev Steenbergs forbundsfælle i folkebibliotekssagen.